# Insectarium de Montréal

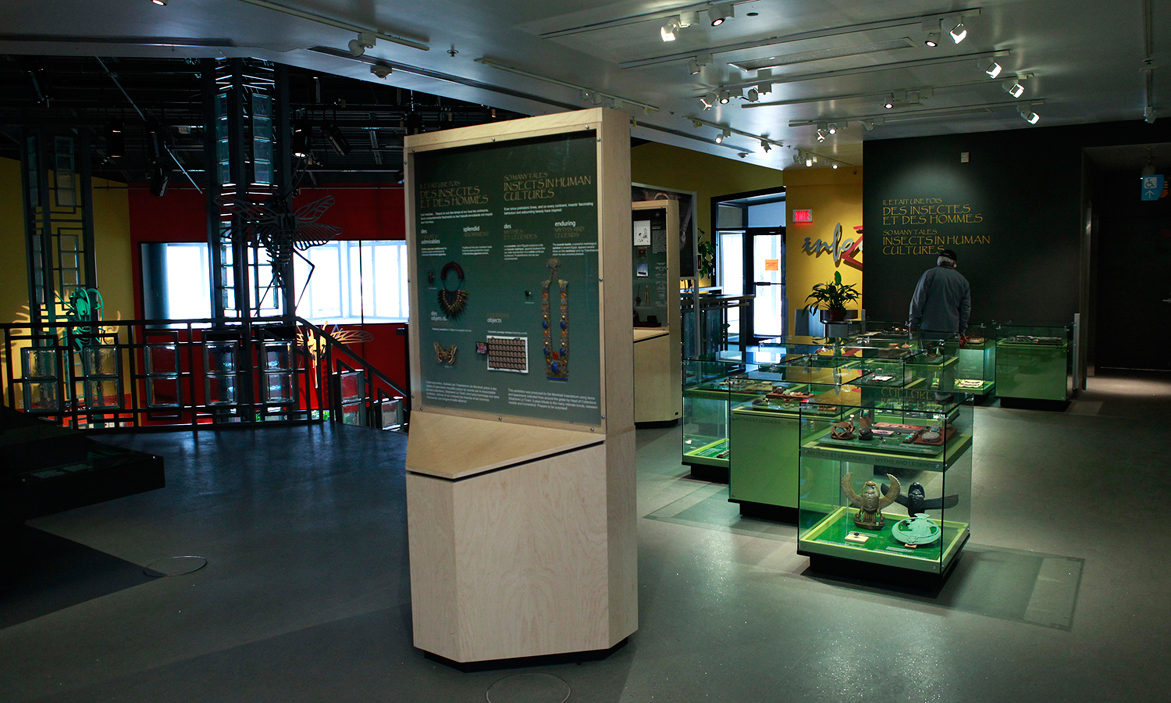
L'ancienne galerie des expositions temporaires de l'Insectarium

L'Insectarium de Montréal est un musée d'histoire naturelle éducatif, culturel et scientifique de Montréal, au Québec, ayant pour objectif de sensibiliser la population au monde des insectes.  C'est le plus grand insectarium en Amérique, accueillant annuellement près de 400 000 visiteurs.

## Historique

### Les débuts
Les prémices de la création du musée remontent à 1986, lorsque l'entomologiste Georges Brossard rencontre Jean Drapeau, alors maire de Montréal, pour le convaincre de l'idée de créer un insectarium à Montréal. Le maire Drapeau présente alors Brossard au directeur du Jardin botanique de Montréal, Pierre Bourque, et une première exposition, « Les plus beaux insectes du monde », est tenue sur le site du jardin. On y présente des spécimens d'insectes provenant de la collection de Brossard. Cette première exposition est un succès et attire plus de 75 000 visiteurs.
La ville est alors convaincue du potentiel du projet et lui cède un terrain situé près du Jardin botanique afin de construire le nouvel insectarium. En plus du terrain, la ville met à la disposition de Brossard les ressources techniques et matérielles nécessaires pour la planification du projet et pour effectuer les démarches de financement auprès des gouvernements.
En 1987, Brossard lègue à la ville de Montréal sa collection de plus de 250 000 insectes provenant de plus d'une centaine de pays. Brossard a aussi l'idée d'organiser une campagne de souscription auprès du public qui recueille 5 millions de dollars répondant ainsi à l'objectif que s'était donné l'entomologiste « que l'Insectarium soit aussi financé par Monsieur tout-le-monde ».
Ce n'est cependant qu'en 1989, lors d'un voyage au Japon effectué en compagnie de Brossard, que des représentants gouvernementaux seront convaincus par le projet lors d'une visite des insectariums d'Hiroshima et de Tama. En 1989, l'Insectarium de Montréal, encore embryonnaire, reçoit un second legs majeur, la collection de plus 100 000 insectes du frère Firmin Laliberté permettant de constituer le noyau de la collection scientifique de l'organisme. Les Cercles des Jeunes Naturalistes furent également membre-fondateur par un legs de la collection entomologique du Frère Rosaire Daigle.
Finalement, l'Insectarium est ouvert officiellement le 7 février 1990 par le maire de Montréal Jean Doré. Lors des journées portes ouvertes qui suivent son ouverture, le musée accueille plus de vingt mille visiteurs. Les premières années de l'institution sont critiques car elle doit faire en sorte de rendre populaire la thématique des insectes auprès des visiteurs. L'importante collection de l'organisme ainsi que la mise en place d'événements annuels tels que « Croque-insectes » en 1993, « Monarques sans frontière » en 1994, « Papillons en liberté » en 1998 ainsi que la série télévisée « Insectia » permettront à l'Insectarium de rencontrer cet objectif,. Les années 1990-2000 voient aussi l'organisme se doter d'une volière extérieure, enrichir sa collection d'insectes et améliorer l'exposition permanente grâce à un « circuit entomo-culturel ».

### Projet de rénovation majeur en 2009-2015
En 2009, l'Insectarium entreprend un important projet de mise à niveau de ses installations et de son exposition permanente. La première étape des travaux, réalisée lors de l'été 2009, a consisté à réaménager l'aire de jeu extérieure. Dans un deuxième temps, en janvier 2011, c'est l'exposition permanente qui est renouvelée en utilisant des techniques muséologiques modernes telles que le multimédia et les écrans tactiles,. Ces travaux nécessitent cependant la fermeture temporaire de l'Insectarium pendant six mois,.
La réouverture de l'institution a lieu en juillet 2011 et les visiteurs peuvent y découvrir la nouvelle exposition permanente intitulée « Nous, les insectes... ». L'Insectarium profite aussi de cette pause pour accroître sa collection de spécimens vivants et d'insectes rares. Le coût de l'ensemble des travaux et des nouvelles acquisitions est estimé à 1,2 million de dollars,. La nouvelle exposition permanente permet aux visiteurs de voir plus de 2 000 espèces d'insectes différents et met l'accent sur une nouvelle approche qui cherche avant tout à « décrire plus que séduire » et dont le public cible est les jeunes de neuf à douze ans. Les thèmes abordés par la nouvelle exposition vont de l'alimentation des insectes à leur reproduction en passant par les mécanismes d'autodéfense. L'Insectarium expose encore plus de spécimens vivants qu'auparavant, mais une large part de la nouvelle exposition présente des insectes naturalisés.

### Projets futurs: Reconstruction 2018-2019
L'Insectarium prévoit effectuer des travaux majeurs en 2018-2019, dans le cadre du projet de « Métamorphose », dont les coûts sont estimés à 23 millions de dollars,. Ce projet majeur se décrit comme un réaménagement partiel et une nouvelle construction afin de permettre à l'Insectarium de résoudre ses problèmes d'espaces en se dotant d'une serre permanente, adjacente au bâtiment principal, où les visiteurs seraient en contact avec des spécimens vivants.

## Recherche et vulgarisation scientifique
En mai 2001, l'Insectarium et plusieurs partenaires mettent en service le site web la « Toile des insectes du Québec» qui permet aux internautes d'avoir accès à des références en entomologie,. Depuis 2014, l'Insectarium travaille avec Miel Montréal qui entretient trois ruches d'abeilles mellifères à l'extérieur du bâtiment principal et offre durant la saison estivale quatre animations par jour pour découvrir l'apiculture urbaine et cet insecte social.

## Galerie

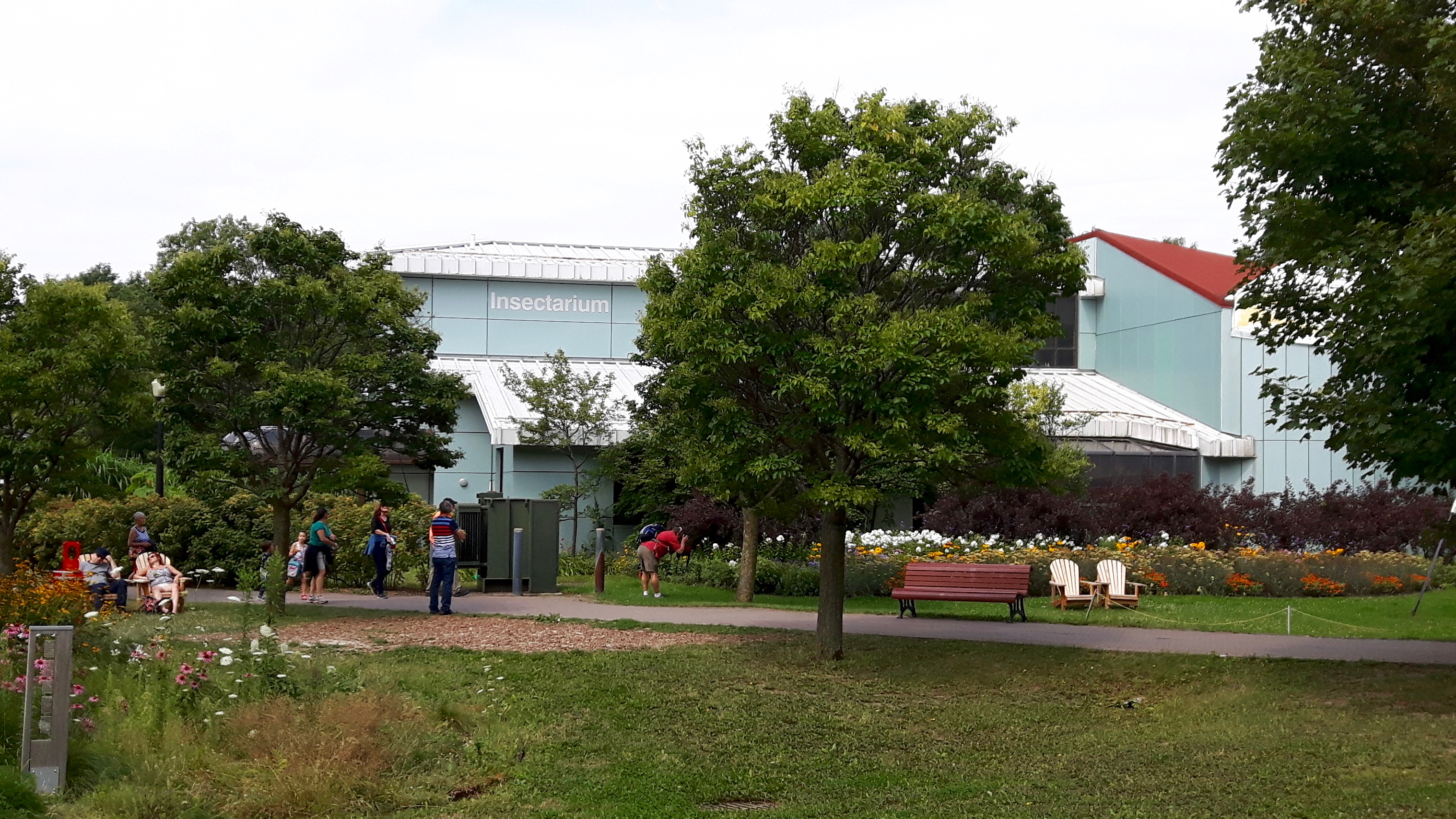
Aspect extérieur
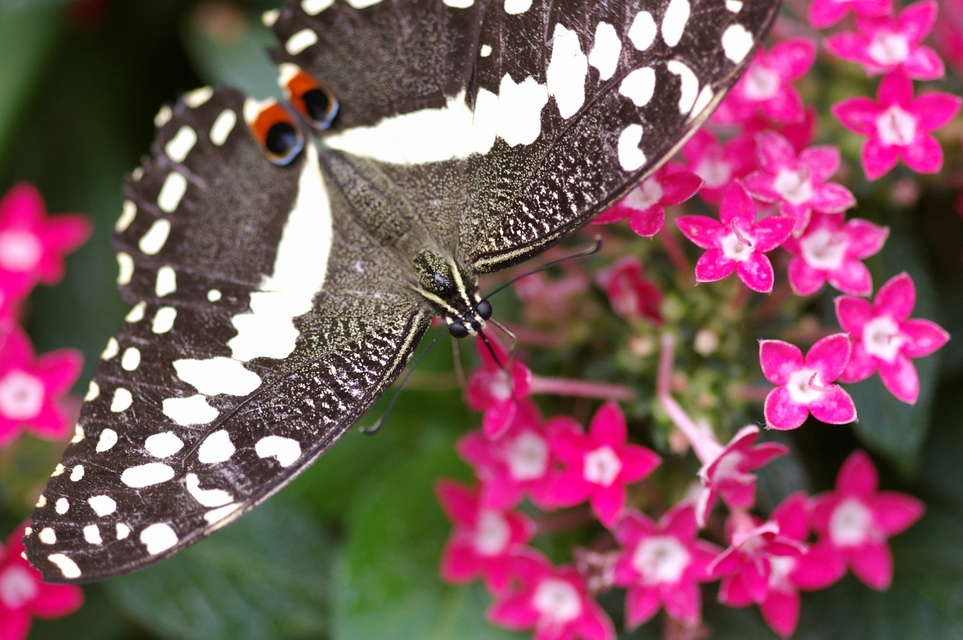
Papillon de Vinson ou Voilier des citronniers (Papilio demodocus)
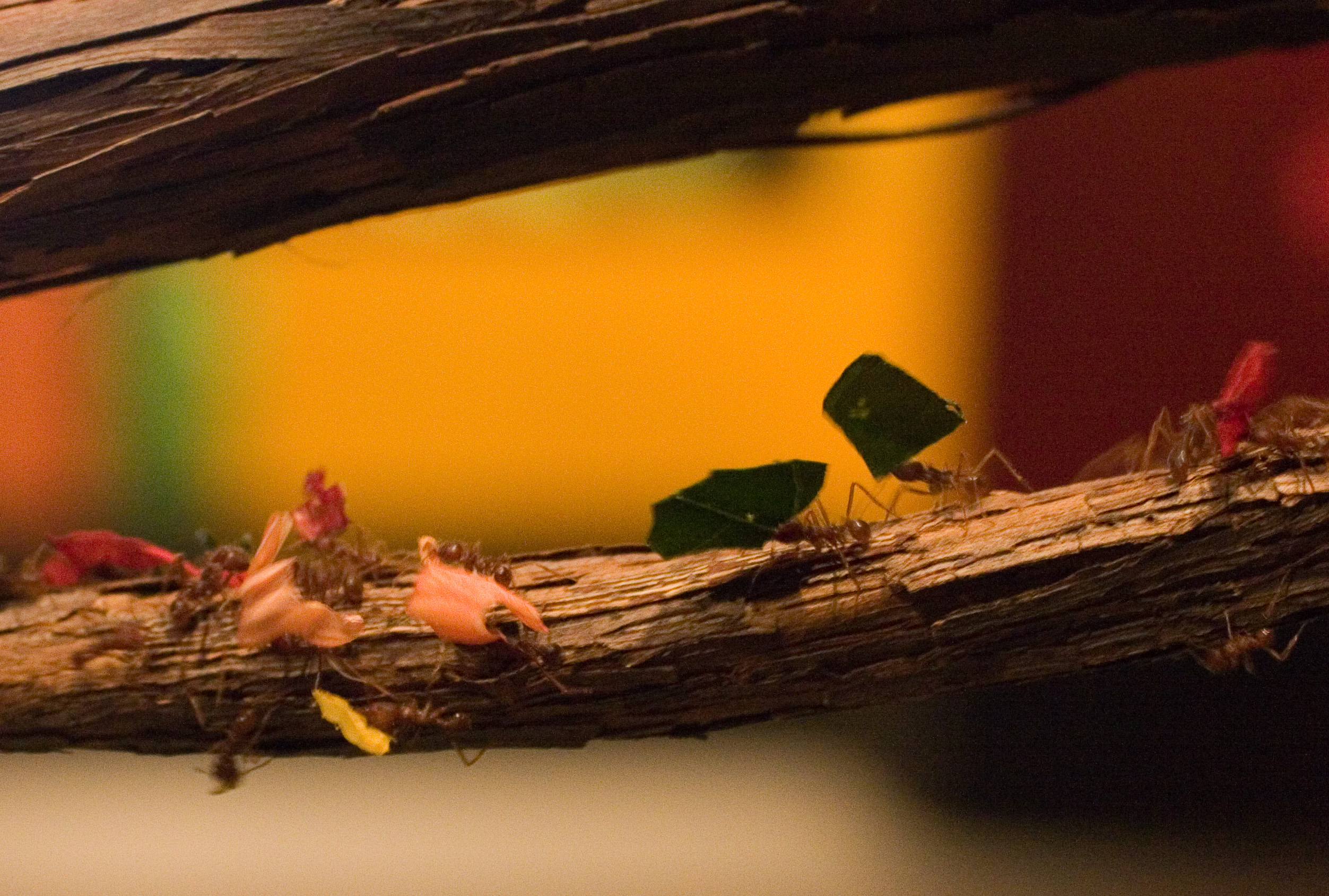
Fourmis transportant des morceaux de fleurs
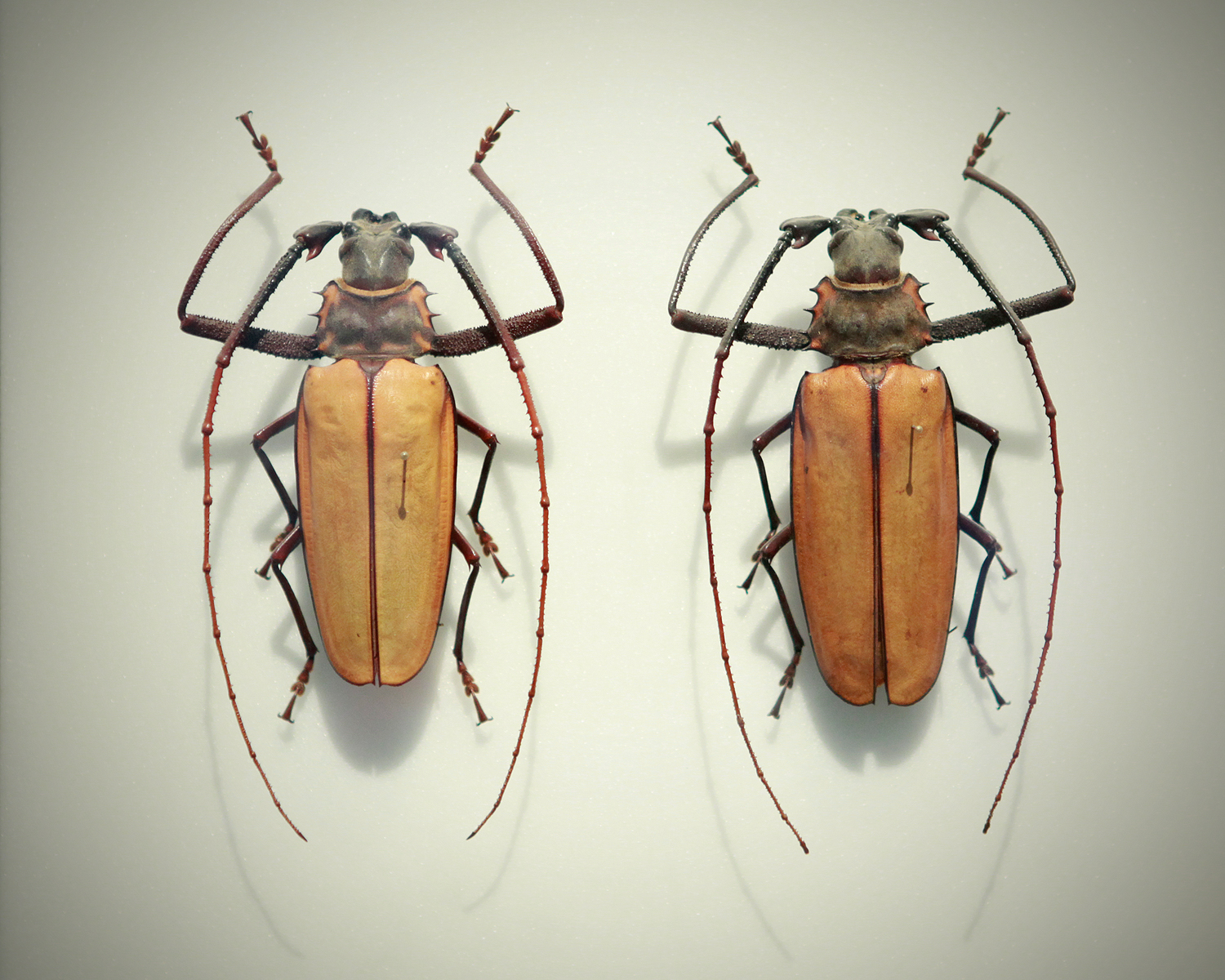
Capricorne Enoplocerus armillatus